# Melaninkoncentrerande hormon
Melaninkoncentrerande hormon (MCH) är ett aptitreglerande peptidhormon som bildas i hypotalamus, som består av 19 aminosyror. Det upptäcktes första gången i hypofysen hos äkta benfiskar, för vilka de visade sig reglera pigmenteringen.
Hos däggdjur reglerar MCH beteenden som har med föda och mat att göra, humör, sömncykeln, och energibalansen. Hormonet är mest uttryckt i hypotalamus och zona incerta, men påverkar därifrån en stor del av hjärnan. mRNA-nivåerna av MCH ökar av att fasta, och påverkas troligen negativt av leptin.
Knockoutmöss saknar intresse av att äta, är slanka och har en ökad ämnesomsättning. Om man administrerar MCH ökar aptiten och vikten.
MCH:s receptorer är G-proteinkopplade. Brist på en av receptorerna, Mch1r, minskar inte apiten, men gör knockoutmöss hyperaktiva och ökar deras ämnesomsättning. MCH verkar minska nivåerna  adrenokortikotropiskt hormon, vilket kan antyda att det reglerar binjurarnas aktivitet.

### Övriga källor
- Donald J. Marsh et al, Melanin-concentrating hormone 1 receptor-deficient mice are lean, hyperactive, and hyperphagic and have altered metabolism, PNAS March 5, 2002   vol. 99  no. 5  3240-3245